# Ursula Schneider (Architektin)
Ursula Schneider (* 3. September 1961 in Salzburg) ist eine österreichische Architektin.
Sie ist Mitbegründerin und Geschäftsführerin des Architekturbüros pos architekten.

## Leben
Ursula Schneider studierte Architektur an der Technischen Universität Wien, an der North Carolina State University, Raleigh, N.C. sowie in Genf bei Jean Nouvel, Aldo van Eyck und Herman Hertzberger.
Schneider gründete 2000 mit Claire Poutaraud und Fritz Oettl ein Architekturbüro, seit 2001 ist sie dessen Geschäftsführerin. Ihr Fokus liegt auf in der ökologischen und klimasensitiven Architektur mit den Themenbereichen Passivhaus, Tageslichtarchitektur, Plusenergie-Standard, CO2-neutrales Bauen, cradle to cradle, Kreislauffähigkeit, Nutzerkomfort und Gebäudebegrünung.
Ursula Schneider unterrichtet bzw. unterrichtete an der Technischen Universität Wien, der Donau-Universität Krems sowie am FH Campus und FH Technikum Wien. Sie war beteiligt an der Entwicklung des Studienlehrgangs „Green Building“ am FH Campus.
Sie ist Mitglied im Lenkungsgremium der Österreichischen Gesellschaft für nachhaltiges Bauen (ÖGNB) und 2015–2017 Mitglied im Qualitätsbeirat für den geförderten Wohnbau des Landes Oberösterreich.

## Kammerfunktionen
- Vorsitzende des Ausschusses Nachhaltigkeit der Bundeskammer der Ziviltechnikerinnen
- Bundeskammernominierte zum Architects Council of Europe, Bereich „Environment and Sustainable Architecture“

## Auszeichnungen
Mit ihrem Partner Fritz Oettl wurde Ursula Schneider 2011 zum Österreicher des Jahres in der Kategorie „Creative Industries“ gewählt. Weiters gewann sie mit ihrem Büro pos architekten eine Reihe von Architektur-Preisen, unter anderem: Green Building Award for Highest Innovation, Österreichischer Solarpreis, European Environmental Press Award, Umweltpreis der Stadt Wien, Energy Globe, Bayerischer Heimatpreis für Architektur.